# Chute-Saint-Philippe
Chute-Saint-Philippe es un municipio canadiense situado en la provincia de Quebec.

## Superficie
Chute-Saint-Philippe tiene una superficie de 298,64 km².

## Demografía
En 2021, tenía 1039 habitantes, una densidad poblacional de 3,5 hab./km², y 876 viviendas.